# Waterhouse Football Club
El Waterhouse Football Club es un equipo de fútbol de Jamaica que milita en la Liga Premier Nacional de Jamaica, la liga de fútbol más importante del país.

## Historia
Fue fundado en el año 1968 en la capital Kingston con el nombre Harlem Kickers hasta 1972, cuando lo campbiaron a The Great West Football Club , nombre que usaron hasta 1979, cuando lo cambiaron por el que llevan actualmente. Ha sido campeón de la Liga Premier en 3 ocasiones y ha ganado la Copa de Jamaica en 3 ocasiones.
A nivel internacional ha participado en 3 torneos continentales, donde su mejor participación ha sido en el Campeonato de Clubes de la CFU de 1998, donde llegaron hasta las semifinales.
Actualmente descendió el 14 de octubre de 2016 a su respectiva liga regional.

## Palmarés
- Liga Premier Nacional de Jamaica: 3

1998, 2006, 2014
- Copa de Campeones de Jamaica: 3

2004, 2008, 2013

## Participación en competiciones de la CONCACAF
- Campeonato de Clubes de la CFU: 2 apariciones

1998 - Semifinales
2006 - Primera ronda
- Liga de Campeones de la Concacaf: 1 aparición

2015 - Primera ronda
- Liga Concacaf: 1 aparición

2020 - Octavos de final

## Jugadores destacados
- Winston Anglin †
- Narado Brown
- Kevin Lamey
- Onandi Lowe
- Demar Phillips

## Entrenadores destacados
- Peter Cargill †